# Racotide
Racotide o Rhacotis (in egizio  𓂋𓏤𓂝𓀨𓏏𓊖 r-ꜥ-qd(y)t; in greco antico Ῥακῶτις, Rhakōtis), anche nota con il nome egizio Ra-Kedet, era il nome della località sulla costa settentrionale dell'Egitto che sotto Alessandro Magno sarebbe divenuta Alessandria d'Egitto. Racotide, a differenza degli altri porti del delta del Nilo, era accessibile alle imbarcazioni di grandi dimensioni ed aveva un canale che forniva acqua a sufficienza alla città. 
Dopo la conquista macedone dell'Egitto, l'architetto e urbanista Dinocrate di Rodi pianificò la planimetria della nuova città, Alessandria, seguendo l'esempio dell'architettura ellenistica. Il villaggio di Racotide, un semplice porto di pescatori, divenne così uno dei quartieri della nuova metropoli ellenistica.

## Storia
Forse la città originale includeva l'isola di Faro, un porto menzionato da Omero nell'Odissea come il regno di Proteo. Plutarco racconta che questa menzione potrebbe essere aver influenzato Alessandro a fondare una nuova capitale presso quel porto.
La conquista di Racotide da parte di Alessandro è compresa nella sua conquista dell'Egitto, all'epoca in mano ai Persiani di Dario III. Gli autoctoni videro pertanto Alessandro come un liberatore che li aveva salvati dal dominio persiano, a tal punto che i sacerdoti egizi celebrarono Alessandro nominandolo faraone e figlio del dio Ammone. Alessandro si fermò quindi presso Racotide e decise che lì sarebbe sorta la sua nuova capitale, dopodiché affidò la pianificazione della città a Dinocrate di Rodi. Racotide era inoltre importante perché si trovava in un istmo compreso tra il mar Mediterraneo e il lago Mareotide nei pressi del Nilo Canopico, un luogo salubre anche in estate per i suoi venti. Il porto, protetto dall'isola di Faro, era relativamente sicuro in casi di forti tempeste.
Il testo più antico trovato ad Alessandria, una stele in geroglifici di un governatore realizzata nel mese di Thout del 311 a.C., riporta R-qd come il nome precedente della città.
Strabone, nella sua descrizione di Alessandria, affermò che Racotide era la casa delle sentinelle egizie a guardia del Nilo. Plinio il Vecchio nella sua Storia naturale affermò che Rhacotes era il nome precedente della città.

## Archeologia
Nel 1916 l'ingegnere francese Gaston Jondet, mentre stava costruendo un nuovo porto per la città, scoprì un'antica struttura portuale a ovest di Faro. Le ricerche vennero continuate da Kamal Abu al-Sādāt negli anni 60 che grazie ad una campagna sottomarina pionieristica scoprì altre rovine e il frammento di una statua di 25 tonnellate. Un'altra campagna iniziò negli anni 90 sotto la supervisione di Franck Goddio e vennero ritrovati molti reperti, incluse dodici sfingi, alcune delle quali forse provenienti da Eliopoli. Tra i reperti ritrovati nell'area si contano dei pali e delle assi di legno datati chimicamente al 400 a.C. e dei cocci datati al 1000 a.C. circa.
Delle analisi chimiche dei reperti ritrovati nel porto sommerso si è scoperta un'alta quantità di piombo presente nel terzo millennio a.C., con un picco intorno al volgere del XXIII secolo a.C. (Antico Regno), e di nuovo verso la fine del I millennio a.C. (dinastie XIX e XX), oltre che nell'era ellenistica. Si è ipotizzata la presenza di una rete commerciale che consentiva lo scambio di metallo proveniente da Cipro e dalla Turchia. I resti di Racotide potrebbero trovarsi sotto l'attuale Alessandria d'Egitto moderna, densamente popolata, e quindi potrebbero rimanere irraggiungibili agli archeologi. Fino ad oggi, non sono ancora stati scoperti i resti di una città antica sotto il quartiere alessandrino di epoca ellenistica.